# كفر مشلة
كفر مشلة إحدى قرى مركز كفر الزيات التابع لمحافظة الغربية بمصر. 

## التاريخ
أصله من توابع قرية مشلة ثم فصل عنها في سنة 1228 هـ. ذكرت القرية في تعداد 1882 من توابع مركز تلا بمديرية المنوفية باسم كفر مشلا، ثم ذكرت القرية في التعدادات اللاحقة باسمها الحالية من توابع مركز كفر الزيات.

## السكان
بلغ عدد سكان كفر مشلة 6098 نسمة حسب تقدير عام 2018.
| السنة  | 1882 | 1897 | 1907 | 1927 | 1947 | 1960 | 1976 | 1986 | 1996 | 2006  | 2018 |
| ------ | ---- | ---- | ---- | ---- | ---- | ---- | ---- | ---- | ---- | ----- | ---- |
| القرية | 1042 | 1405 | 1485 | 1670 | 1948 | 2211 | 3172 | 4004 | 5282 | 6,116 | 6098 |